# Jacques Cartier
Jacques Cartier (Saint-Malo, 31 dicembre 1491 – Saint-Malo, 1º settembre 1557) è stato un esploratore francese.

## Biografia
Il re di Francia, Francesco I, scelse lui per trovare 
Nel 1534 salpò in cerca di un passaggio occidentale per l'Asia. Egli esplorò parti di quella che oggi è Terranova (a partire dal 10 maggio di quell'anno), il golfo di San Lorenzo e le Maritimes canadesi e prese un fiume più a ovest (il fiume San Lorenzo) che egli credeva potesse essere da tempo il tanto cercato passaggio a nord-ovest. Durante questo viaggio rapì i due figli di Capo Donnacona, Domagaya e Taignoagny e li portò con sé in Europa.
Cartier salpò per un secondo viaggio il 19 maggio dell'anno seguente, con 3 navi, 110 uomini e i ragazzi rapiti (che vennero restituiti al padre). Egli risalì il fiume fino ai villaggi Uroni di Stadacona (nel punto dove oggi sorge Québec) e Hochelaga (Montréal) dove arrivò il 2 ottobre 1535. Lì udì di una nazione più a nord, chiamata Saguenay, che si diceva fosse piena d'oro e altri tesori.
Il 23 maggio 1541 partì da Saint-Malo per il suo terzo viaggio. Questa volta era alla ricerca di Saguenay; comunque, ancora una volta non riuscì ad andare oltre Hochelaga. Dopo un inverno terribile speso in Canada, ritornò in Francia l'anno successivo. Cartier spese il resto della sua vita a Saint-Malo e, nella sua vicina tenuta, morì nel 1557.

## Nella cultura di massa
In occasione del 450º anniversario del primo viaggio di Jacques Cartier nel golfo di San Lorenzo nel 1534, nel 1984 fu lanciata la Transat Québec Saint-Malo, una corsa velica transatlantica in equipaggio che si svolge ogni quattro anni dal 1984; la partenza è data nella città di Québec (in Canada) e l'arrivo è a Saint-Malo (in Francia).